# Dreught Fisch

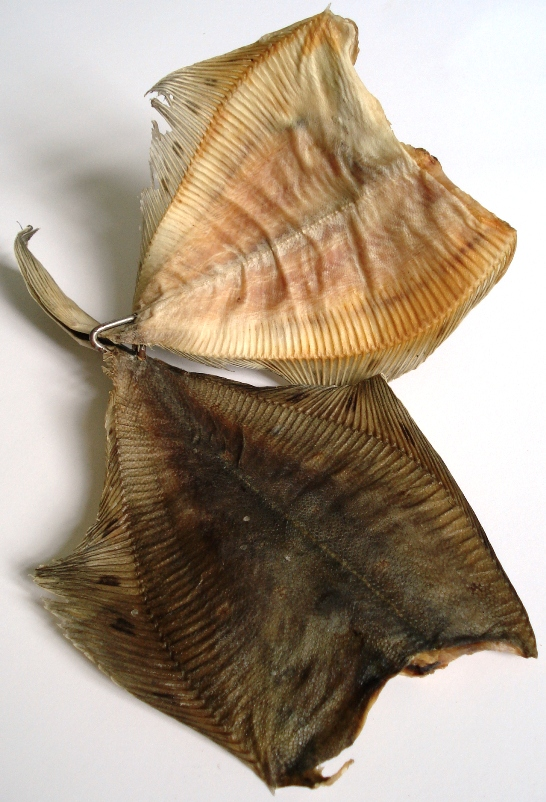
Ein Bund "Dreught Fisch" (Finkenwerder Trockenschollen)

Dreught Fisch ([drɔɪ̯çt ˈfɪʃ], ndt.: „Getrockneter Fisch“) oder Finkenwerder Trockenschollen sind eine lokale traditionelle Spezialität der Hamburger Küche aus Finkenwerder, bei der es sich um gesalzene und getrocknete Schollen handelt.
Dieser Trockenfisch war früher in der Gegend um Finkenwerder verbreitet und war als übliche Ware in Geschäften verfügbar – heute ist diese traditionelle Spezialität noch auf Finkenwerder verbreitet.

## Herstellung
Für die Herstellung des Trockenfisches werden die Schollen zerteilt – wobei der Kopf und die Innereien entfernt werden. Anschließend werden die Fische gesalzen und paarweise (an der Schwanzflosse zusammengebunden) auf Leinen im Freien getrocknet.
Die getrockneten Schollen-Hälften können anschließend gelagert werden.

## Verwendung
Für den Verzehr werden von den getrockneten Schollen-Hälften die Schwanzflossen und die seitlichen Flossenränder (bei Plattfischen die Rückenflosse und die Bauchflosse) abgeschnitten sowie die Haut abgezogen. Der verbleibende Trockenfisch kann – von den Gräten befreit – direkt roh gegessen werden – oder nach dem Einweichen in Wasser durch Kochen zubereitet werden.